# Kiernan Dewsbury-Hall
Kiernan Frank Dewsbury-Hall (Nottingham, 6 de setembro de 1998) é um futebolista inglês que atua como meio-campista. Atualmente, joga no Everton, clube da Premier League.

## Carreira
Dewsbury-Hall nasceu em Nottingham. Descendente de irlandeses, cresceu em Shepshed, Leicestershire. Representou o Shepshed Dynamo Warriors, da Leicester Mutual League, nos escalões Sub-8 e Sub-9. Em 2006, com 8 anos, ingressou na academia do Leicester City.
Assinou o seu primeiro contrato profissional pelo Leicester em 2017. Em 2019 foi eleito melhor jogador do ano da equipa de reservas.
Dewsbury-Hall fez a sua estreia pela equipa sénior do Leicester a 25 de janeiro de 2020, numa vitória por 1–0 sobre o Brentford para a Taça de Inglaterra, entrando como suplente de Kelechi Iheanacho.
Dois dias depois, foi emprestado ao Blackpool, da League One, para o resto da temporada 2019–20. No dia seguinte, fez a sua estreia pelo clube, entrando como substituto ao intervalo e marcando um golo de consolação, numa derrota fora de casa por 2–1 frente ao Wycombe Wanderers. Kiernan marcou 4 golos em 10 jogos no campeonato pelo Blackpool, que terminou a época em 13º lugar.
A 16 de outubro de 2020, Dewsbury-Hall renovou contrato por 4 anos com o Leicester, sendo novamente emprestado, desta vez ao Luton Town, do Championship, até ao fim da temporada 2020–21. Kiernan fez 39 jogos no campeonato pelo Luton, marcando 3 golos, com o clube a terminar em 12º lugar. Na cerimónia de final de época do Luton, Dewsbury-Hall recebeu quatro prémios, incluíndo o de Melhor Jogador da Temporada, eleito pelos colegas de equipa.
A 28 de agosto de 2021, Dewsbury-Hall fez a sua estreia na Premier League, entrando como suplente de James Maddison numa vitória fora de casa por 2–1 sobre o Norwich City. A 10 de dezembro, marcou o seu primeiro golo pelo Leicester, numa derrota por 3–2 contra o Napoli na fase de grupos da Liga Europa. A 10 de abril de 2022, marcou o seu primeiro golo na Premier League, numa vitória em casa por 2–1 sobre o Crystal Palace.
A 24 de junho de 2022, Dewsbury-Hall renovou contrato com o Leicester City até 2027.
A 2 de Junho de 2024, foi anunciado como o novo reforço do Chelsea.
Em 6 de agosto de 2025, assinou com o Everton, também da Inglaterra.

## Vida Pessoal
Nascido na Inglaterra, também tem descendência irlandesa, além de sua avó materna ser natural da Malásia, o que o torna elegível para defender as três seleções (Inglaterra, Irlanda e Malásia).

## Estatísticas de carreira
- Atualizado até 28 de maio de 2023

| Clube                 | Temporada         | Campeonato        | Campeonato | Campeonato | FA Cup | FA Cup | EFL Cup | EFL Cup | Competições Europeias | Competições Europeias | Outros | Outros | Total | Total |
| Clube                 | Temporada         | Divisão           | Jogos      | Golos      | Jogos  | Golos  | Jogos   | Golos   | Jogos                 | Golos                 | Jogos  | Golos  | Jogos | Golos |
| --------------------- | ----------------- | ----------------- | ---------- | ---------- | ------ | ------ | ------- | ------- | --------------------- | --------------------- | ------ | ------ | ----- | ----- |
| Leicester City        | 2019–20           | Premier League    | 0          | 0          | 1      | 0      | 0       | 0       | —                     | —                     | —      | —      | 1     | 0     |
| Leicester City        | 2020–21           | Premier League    | 0          | 0          | —      | —      | 1       | 0       | —                     | —                     | —      | —      | 1     | 0     |
| Leicester City        | 2021–22           | Premier League    | 28         | 1          | 1      | 0      | 3       | 0       | 11                    | 2                     | 1      | 0      | 44    | 3     |
| Leicester City        | 2022–23           | Premier League    | 31         | 2          | 2      | 0      | 1       | 0       | —                     | —                     | —      | —      | 34    | 2     |
| Leicester City        | Total             | Total             | 59         | 3          | 4      | 0      | 5       | 0       | 11                    | 2                     | 1      | 0      | 80    | 5     |
| Leicester City Sub-21 | 2017–18           | —                 | —          | —          | —      | —      | —       | —       | —                     | —                     | 3      | 0      | 3     | 0     |
| Leicester City Sub-21 | 2018–19           | —                 | —          | —          | —      | —      | —       | —       | —                     | —                     | 3      | 0      | 3     | 0     |
| Leicester City Sub-21 | 2019–20           | —                 | —          | —          | —      | —      | —       | —       | —                     | —                     | 5      | 2      | 5     | 2     |
| Leicester City Sub-21 | Total             | Total             | —          | —          | —      | —      | —       | —       | —                     | —                     | 11     | 2      | 11    | 2     |
| Blackpool (emp.)      | 2019–20           | League One        | 10         | 4          | —      | —      | —       | —       | —                     | —                     | —      | —      | 10    | 4     |
| Luton Town (emp.)     | 2020–21           | Championship      | 39         | 3          | 1      | 0      | —       | —       | —                     | —                     | —      | —      | 40    | 3     |
| Total de Carreira     | Total de Carreira | Total de Carreira | 108        | 10         | 5      | 0      | 5       | 0       | 11                    | 2                     | 12     | 2      | 141   | 14    |

## Prémios
Leicester City
- Supertaça de Inglaterra: 2021[19]
- EFL Championship: 2023–24

Chelsea
- Liga Conferência da UEFA: 2024–25[20]
- Mundial de Clubes FIFA: 2025[21]

Individuais
- Equipe da Temporada da Liga Conferência: 2021–22[22]